# William Píriz
William (Willy) Píriz (1933) – piłkarz urugwajski noszący przydomek El Chato, napastnik.
Jako piłkarz klubu Defensor Sporting wziął udział w ekwadorskim turnieju Copa América 1959, gdzie Urugwaj zdobył tytuł mistrza Ameryki Południowej. Píriz zagrał tylko w drugiej połowie meczu z Brazylią, zastępując w przerwie Domingo Péreza.
Był czołowym graczem klubu Defensor w latach 50. i 60.. Trzykrotnie był najlepszym strzelcem klubu – w 1953 roku zdobył 9 bramek, w 1954 roku zdobył 7 bramek oraz w 1959 roku zdobył 9 bramek. Grał także w klubie La Luz Montevideo.